# Území okupovaná Izraelem

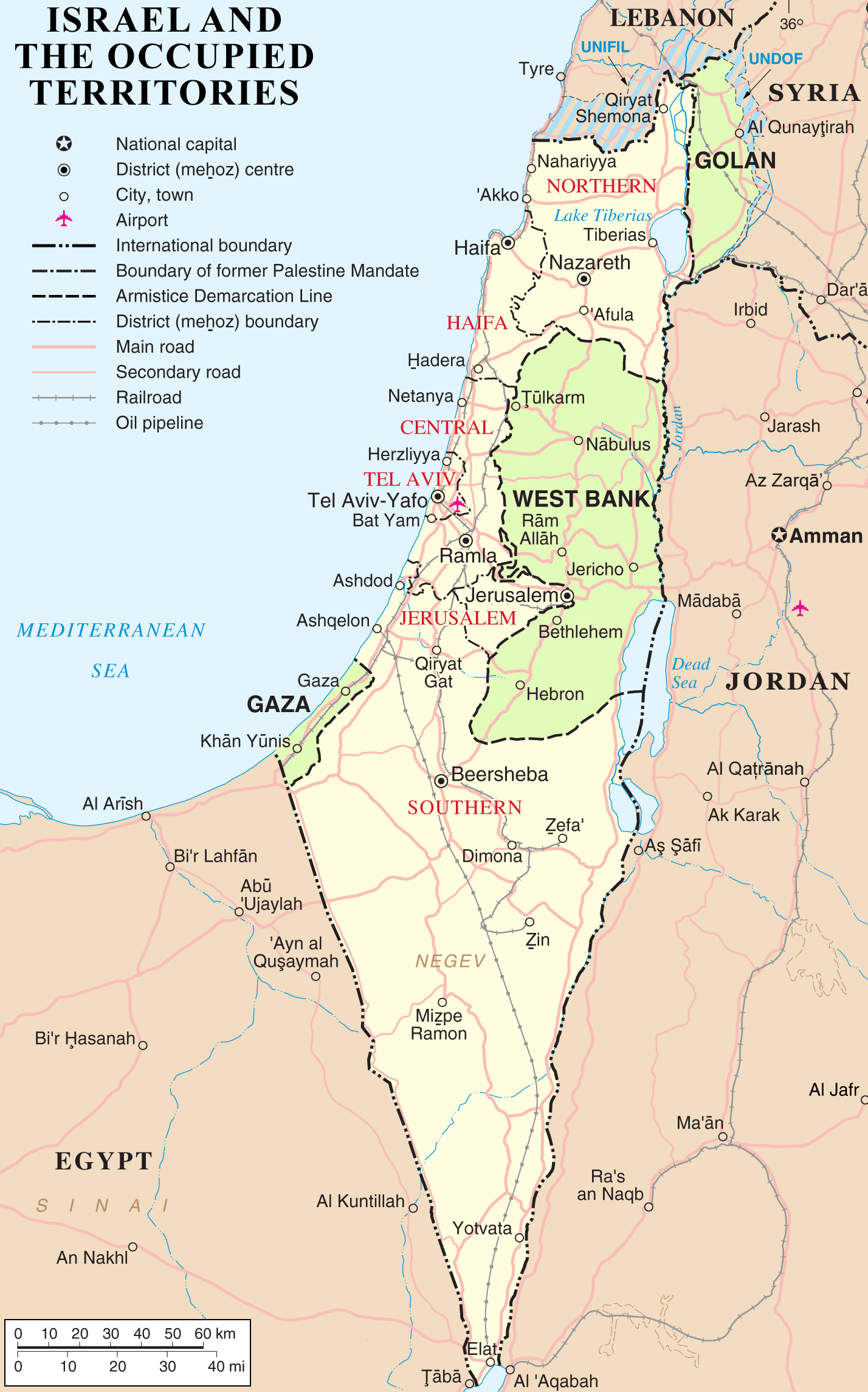
Mapa zobrazující status Izraele a území okupovaných Izraelem v roce 2018

Území okupovaná Izraelem jsou území, která Izrael obsadil během šestidenní války v roce 1967. V současné době se tento termín používá pro palestinská území a Golanské výšiny (za území okupovaná Izraelem byl v minulosti považován také Sinajský poloostrov a jižní Libanon). Před vítězstvím Izraele v šestidenní válce byla správa palestinských území rozdělena mezi Egypt a Jordánsko, přičemž Egypt obsadil Pásmo Gazy a Jordánsko anektovalo Západní břeh Jordánu; Sinajský poloostrov a Golanské výšiny byly pod svrchovaností Egypta, respektive Sýrie. Poprvé byly termíny „okupované“ a „území“ v souvislosti s Izraelem použity v rezoluci Rady bezpečnosti OSN č. 242, která byla vypracována po šestidenní válce a vyzývala k „nastolení spravedlivého a trvalého míru na Blízkém východě“, kterého má být dosaženo „stažením Izraelských obranných sil z území okupovaných v předešlém konfliktu“ a „ukončením všech nároků a ozbrojených akcí a respektování a uznání svrchovanosti, územní celistvosti a politické nezávislosti všech států v této oblasti, práva na život jejich obyvatel uvnitř bezpečných a uznávaných hranic, bez hrozeb a užívání síly“.
V letech 1967–1981 byly tyto čtyři oblasti spravovány izraelskou vojenskou správou a Organizace spojených národů (OSN) je označovala jako „okupovaná arabská území“. Izraelská vojenská správa byla zrušena v roce 1981, dva roky po uzavření egyptsko-izraelské mírové smlouvy, na jejímž základě Egypt uznal Izrael a Izrael vrátil Sinajský poloostrov Egyptu. Po uzavření smlouvy s Egyptem Izrael zákonem o Golanských výšinách fakticky připojil Golanské výšiny k Severnímu distriktu a převedl Západní břeh Jordánu a Pásmo Gazy pod civilní správu. I přes rozpuštění vojenské správy a v souladu s egyptskými požadavky se nadále používal termín „okupovaná arabská území“, který označoval Západní břeh Jordánu (včetně východního Jeruzaléma, který Izrael fakticky anektoval v roce 1980), Pásmo Gazy a Golanské výšiny. Od roku 1999 do začátku roku 2013 se termín „okupovaná palestinská území“ používal pro území, která na Západním břehu Jordánu a v Pásmu Gazy kontrolovala Palestinská autonomie.
Mezinárodní soudní dvůr, Valné shromáždění OSN a Rada bezpečnosti OSN považují Izrael za okupační mocnost palestinských území. Zvláštní zpravodaj OSN Richard Falk označil izraelskou okupaci za „urážku mezinárodního práva“. Dle zprávy Izraelského nejvyššího soudu je Západní břeh Jordánu „vojensky okupován“. Podle některých se na přítomnost Izraele na Západním břehu Jordánu vztahuje mezinárodní právo. Některé izraelské vlády v souvislosti se Západním břehem Jordánu používaly termín „sporné území“.
Izrael se v roce 2005 jednostranně stáhl z Pásma Gazy. OSN, Mezinárodní soudní dvůr a řada organizací na ochranu lidských práv nadále považují Izrael za okupační mocnost Pásma Gazy kvůli blokádě; Izrael tuto charakteristiku odmítá. Dne 24. září 2021 dal prezident Palestinské autonomie Mahmúd Abbás Izraeli roční ultimátum na ukončení vojenské okupace palestinských území. Dodal také, že pokud tak Izrael neučiní, povede to ke zrušení palestinského „uznání Izraele na základě hranic z roku 1967“ a předložení věci Mezinárodnímu soudnímu dvoru. Abbás přirovnal izraelskou politiku k „apartheidu“ a „etnickým čistkám“.
19. července 2024 Mezinárodní soudní dvůr vydal právně nezávazný posudek, že okupací palestinských území Izrael porušuje mezinárodní právo a musí ji co nejrychleji ukončit, zastavit jejich osidlování, evakuovat všechny osadníky a provést reparace za způsobené škody. Izrael posudek odmítl a premiér Netanjahu v reakci uvedl, že Židé nejsou okupanty, protože jsou ve své vlastní zemi. Dne 18. září 2024 Valné shromáždění OSN přijalo rezoluci vyzývající k ukončení „nezákonné přítomnosti“ Izraele na Západním břehu Jordánu a v Pásmu Gazy do jednoho roku.